# Luftkampfmanöver
Luftkampfmanöver sind Flugmanöver, die im Luftkampf verwendet werden. Sie entstanden im Ersten Weltkrieg und werden seitdem entsprechend dem technischen Fortschritt der Luftfahrzeuge weiterentwickelt. Zweck eines Luftkampfmanövers ist es, in eine günstige Angriffsposition zu einem anderen Flugzeug zu kommen oder in eine günstige Position zur Flucht. Dabei werden die aerodynamischen und motorischen Limitierungen des jeweiligen Flugzeuges erreicht. Die daraus entstandenen Flugfiguren werden in Friedenszeiten als Kunstflug vorgeführt.

## Allgemeines
Die günstigste Position für einen Angriff eines Jagdflugzeugs mit nach vorne gerichteten Bordwaffen oder Raketen ist in erster Linie ein Angriff aus einer Position hinter dem Gegner. Ein solcher Angriff hat mehrere Vorteile: 
- Bei Flugzeugen ohne Heckschützen kann sich so das angreifende Flugzeug dem Gegner nähern, ohne bemerkt zu werden.
- Sofern das angreifende Flugzeug nicht deutlich schneller als das Ziel ist, bietet sich so die Möglichkeit, das Ziel über längere Zeit zu beschießen.
- Bei Jagdflugzeugen, die unter Beschuss genommen werden, hat der Angreifer die Möglichkeit, solange sein Flugzeug gleich wendig oder wendiger ist, den Gegner im Kurvenkampf lange zu bedrängen und so einen Gegenschlag zu erschweren.

Ähnlich günstig sind Angriffe aus deutlich erhöhter Position, vor allem, wenn sie aus Richtung der Sonne geflogen werden. Durch die erhöhte Position ist es dem Gegner kaum möglich anzugreifen, weil die meisten Jagdflugzeuge ohne Hilfsmittel nicht schnell genug steigen können, um das höher fliegende Flugzeug verfolgen zu können. Andererseits können tiefer fliegende Flugzeuge gut aus erhöhter Position angegriffen werden, weil diese, vor allem bei Angriffen aus der Sonne, praktisch keine Möglichkeit zur Gegenwehr haben und außerdem die angreifende Maschine durch den Sturzflug genügend Fahrt aufnimmt, um nach dem Angriff schnell genügend Abstand zu gewinnen.
Ein, vor allem beim Kampf gegen Jagdflugzeuge, eher ungünstiges Manöver ist der Frontalangriff. Beide Maschinen steuern  frontal aufeinander zu. Bei Kampf zwischen Jagdflugzeugen haben theoretisch beide Seiten gleichermaßen die Möglichkeit, den Gegner abzuschießen, weshalb dieses Manöver unter solchen Bedingungen nicht von Vorteil ist. Beim Kampf gegen schwere Bomber (wie z. B. B-17) hingegen hatte das Manöver gegenüber dem Angriff von hinten den Vorteil, dass das frontal angreifende Jagdflugzeug den großen Bomber recht gut unter Beschuss nehmen konnte, während die Bordschützen Schwierigkeiten hatten, das kleine Jagdflugzeug bei einer Annäherungsgeschwindigkeit von etwa 900 bis 1000 km/h ins Visier zu nehmen. Dieses Manöver wurde von der Luftwaffe gegen Ende des Zweiten Weltkriegs standardmäßig gegen die Bomberformationen der Alliierten eingesetzt. Bei einem Angriff von hinten hingegen hätte der Bordschütze das Jagdflugzeug leicht unter Beschuss nehmen können.
In manchen Publikationen wird dies als „Kampf um den Winkel“ bezeichnet, gemeint ist der Winkel zwischen der Flugzeuglängsachse des Angreifers und der des Verteidigers. Gelingt es, diesen Winkel zu verkleinern, wird die Schussposition besser. Ein großer Winkel erfordert ein großes Maß an Vorhaltewinkel beim Abfeuern der Bordwaffen, die Trefferquote ist dadurch gering.
Während im Ersten Weltkrieg noch der enge Kurvenkampf dominierte und der Erfolg zum größten Teil von der Beherrschung der Aerodynamik am Flügel abhing, rückten im Zweiten Weltkrieg die enorm verbesserten Antriebe und damit Geschwindigkeit und Steigleistung für die Luftkampftaktik in den Vordergrund. Das schnellere Flugzeug hat dabei den Vorteil, die Angriffsposition zu wählen und setzt dabei immer wieder die kinetische Energie (Geschwindigkeit) in potentielle Energie (Flughöhe) um. Durch verbesserte Flugleistung und höhere Fluggeschwindigkeiten erhöhte sich bei Richtungsänderungen auch die G-Belastung auf den Piloten, die fortan einen limitierenden Faktor darstellte.
Dieser Trend setzte sich mit den ständig verbesserten Antriebssystemen fort. Moderne Kampfflugzeuge halten strukturell einem Lastvielfachem von bis zu 12 g (12-fache Erdbeschleunigung) stand, für den Menschen ist bei optimalem Trainingszustand eine kurzzeitige Belastung von maximal 9 g noch verkraftbar.
Durch den Einsatz von Radar, zielfindenden Raketen und computerunterstützten Waffenleitsystemen kommt im modernen Luftkrieg den Luftkampfmanövern eine untergeordnete Rolle zu.

## Angriffsmanöver
- Hit and climb: Der Gegner wird aus Überhöhung angegriffen, die überschüssige Energie wird durch einen steilen Steigflug wieder in Überhöhung umgesetzt. Das Manöver kann so lange wiederholt werden, wie überschüssige Energie vorhanden ist.

- Hit and run: Der Gegner wird mit Geschwindigkeitsüberschuss angegriffen, die überschüssige Energie wird dazu verwendet, Distanz zwischen sich und dem Gegner zu bringen, um aus sicherer Entfernung einen neuen Angriff vorzubereiten.

Schematische Darstellung eines Immelmanns:
1. horizontaler Anflug
2. halber Looping
3. halbe Rolle

- Mit Immelmann, auch Immelmann Turn oder Aufschwung genannt, wird eine Kunstflugfigur beschrieben, die aus einem halben Looping und einer anschließenden halben Rolle besteht. Der halbe Looping wird aus der Horizontalen kommend ansteigend nach oben bis zur Rückenlage geflogen. An diese schließt sich eine halbe Rolle, um wieder in die Normallage zu kommen. Mit dem Immelmann lässt sich die Flugrichtung schnell und auf engem Raum umkehren. Diese Flugfigur wird ohne Strömungsabriss geflogen.
- Hammerhead oder military wing-over: Schließt an ein "hit and climb"-Manöver an, wobei der Steigflug in etwa 70 Grad Steigwinkel aufweist und bis zum Strömungsabriss fortgesetzt wird. Die daraus resultierende, ruckartige Richtungsänderung nach unten ermöglicht ein Abfeuern der Bordwaffen auf den Gegner, sollte dieser versucht haben, dem Steigflug zu folgen.

## Verteidigungsmanöver

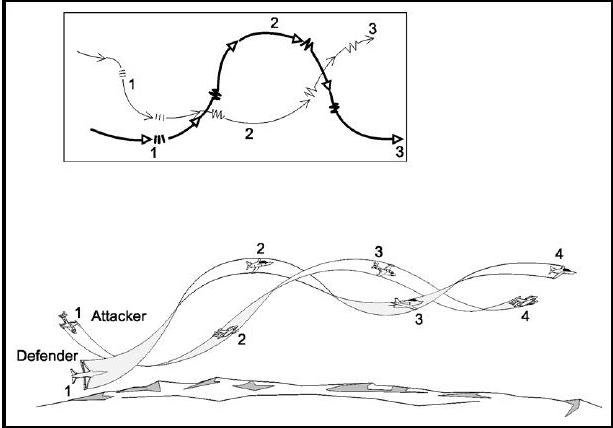
Flat scissors

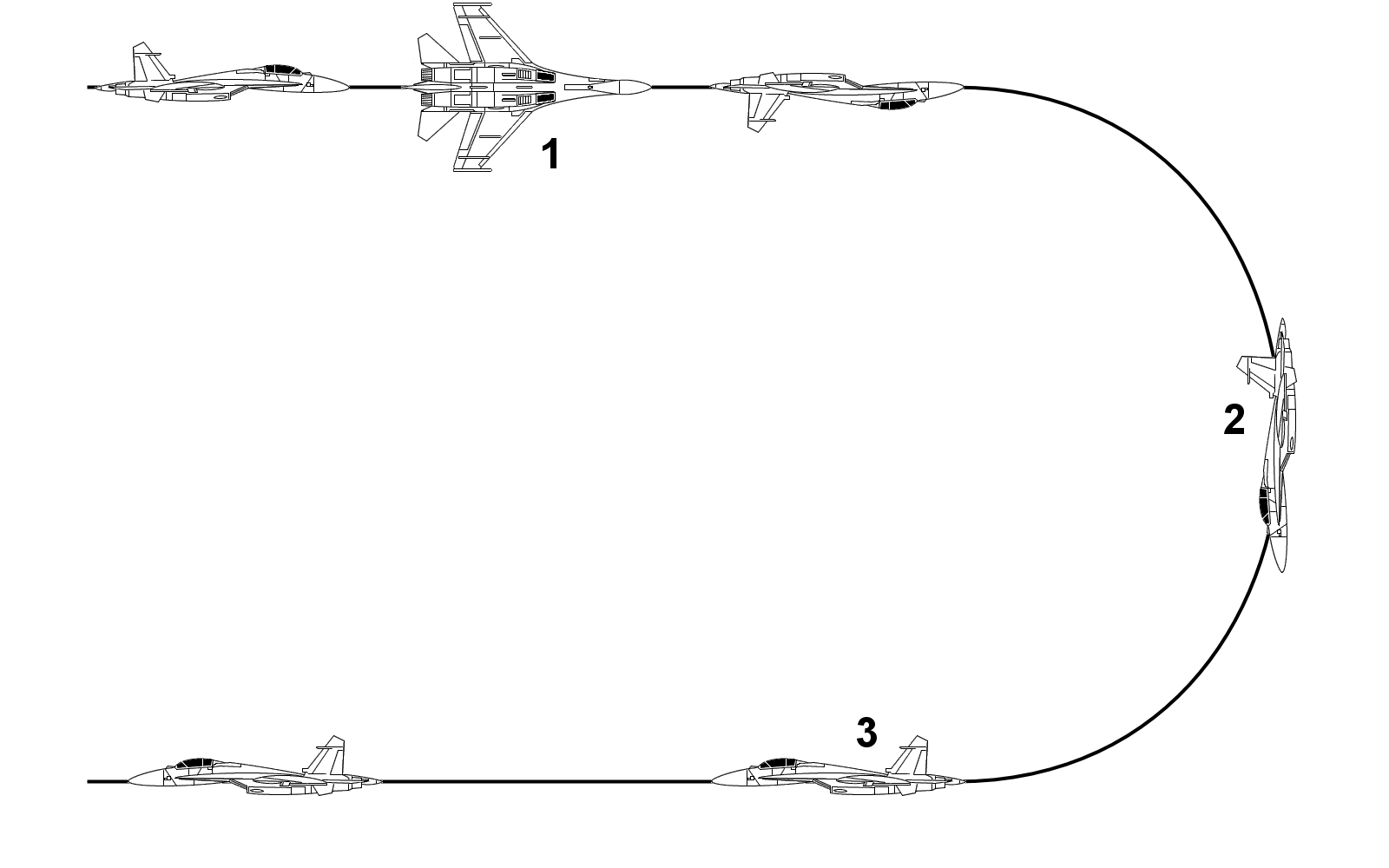
Split-S

- Scissors: „Scherenschneider“, horizontale Richtungsänderungen mit dem Zweck, den Angreifer zum "Überschießen" zu bringen und dadurch den Angriffswinkel zu erhöhen.
- Split-S: Halbe Rolle, halber Looping (Abschwung), erschwert dem mit Geschwindigkeitsüberschuss anfliegenden Gegner in Schussposition zu kommen, nur möglich in gewissem Abstand zum Boden.

Die Liste kann noch fortgesetzt werden durch z. B. high yoyo, low yoyo, hugger split-S usw.